# غرب وحشی وحشی (مجموعه تلویزیونی)
غرب وحشی وحشی (انگلیسی: The Wild Wild West) نام یک مجموعه تلویزیونی آمریکایی است که از سال ۱۹۶۵ تا ۱۹۶۹ میلادی از شبکهٔ سی‌بی‌اس پخش شد.
این مجموعه تلویزیونی، در سال‌های ۱۳۵۰ و ۱۳۵۱ خورشیدی، با دوبلهٔ فارسی از تلویزیون ملی ایران پخش شد و تماشاگران ایرانی بیشتر آن را با نامِ شخصیتِ اصلیِ داستان، «جیم وست» می‌شناختند.